# Florian Bittner
Florian Bittner (* 8. April 1991 in München) ist ein deutscher Fußballspieler. Er spielt in der Abwehr vorzugsweise als rechter Außenverteidiger.

## Karriere
Florian Bittner spielte in seiner Jugend erst für den FC Seeshaupt, bevor er in die C-Jugend des FT Starnberg 09 wechselte. Im Sommer 2010 schaffte er den Sprung in die erste Mannschaft, die in der Bezirksoberliga spielte.
Nach einer sehr guten Hinrunde in der Saison 2011/12 in der Bezirksoberliga, bekam er die Chance im Januar 2012 beim Drittligisten SpVgg Unterhaching mitzutrainieren. Dort konnte er dann Trainer Heiko Herrlich überzeugen, der ihn einlud noch öfter zum Training zu kommen. Kurz vor Ende der Wechselperiode am 31. Januar 2012 wurde Bittner von der Spielvereinigung verpflichtet. Er unterschrieb einen Vertrag bis zum 30. Juni 2014 und sollte zuerst dem Kader der zweiten Mannschaft angehören, durfte jedoch auch öfters mit der ersten Mannschaft trainieren. Am 22. Februar 2012, dem 26. Spieltag der Drittligasaison 2011/12, kam er zu seinem Debüt im Profifußball, als er überraschend im Auswärtsspiel gegen den FC Carl Zeiss Jena (0:2) in der Startelf stand und durchspielte.